# Ypthima yoma
Ypthima yoma är en fjärilsart som beskrevs av Evans 1924. Ypthima yoma ingår i släktet Ypthima och familjen praktfjärilar. Inga underarter finns listade i Catalogue of Life.